# Josep Maria Co i de Triola
Josep Maria Co i de Triola (Barcelona, 11 de novembre de 1884 - Barcelona, 3 de desembre de 1965) formà part de la primera generació de fotoperiodistes esportius catalans, juntament amb Ramon Claret i Artigas, Joan Bert i Vila o Alessandro Merletti i Quaglia.

## Biografia
Va néixer al carrer Ronda de Sant Pere de Barcelona, fill de Josep Co i Borrell, natural d'Arenys de Munt, i de Matilde de Triola i Medeviela (1864-1946), de Barcelona.
Va ser redactor i fotògraf de La Veu de Catalunya i la revista D'Ací d'Allà on va fer fotografies relacionades sobretot en el ciclisme, la boxa i el futbol, i en segon terme també amb el motociclisme, l'hípica, el tenis, l'espeleologia i l'esquí. També va escriure diversos articles amb el pseudònim de Passavolant. Obrí un establiment per a vendre fotografies a l'actual plaça de Sant Jaume de Barcelona, anomenat La Fotografia Moderna.
Co va ingressar com a soci del Centre Excursionista de Catalunya, que actualment guarda bona part de la seva obra, el 13 de gener de 1903. Formà part de la direcció de l'entitat i participà en diverses activitats culturals i esportives com conferències, curses de muntanya. Impulsà i participà en altres entitats com el moviment dels Exploradors Barcelonesos i l'Aeroclub de Catalunya, on participà en diversos vols a motor. També impulsà els esports d'hivern a Catalunya i de la construcció del Xalet de la Molina.

## Fons fotogràfic
Aquest autor tenia una botiga de fotografia situada a l'actual plaça Sant Jaume de Barcelona i també treballava com a periodista esportiu de La Veu de Catalunya i D'Ací d'Allà. A la seva feina de redactor en aquests medis calia afegir la de fotògraf, que va ser realment extensa i de qualitat. A la seva activitat periodística cal afegir que va ser un dels impulsors dels esports d'hivern a Catalunya, de la construcció del Xalet de la Molina, de la fundació del moviment dels Minyons de Muntanya i, fins i tot, de l'Aeroclub de Catalunya.
La major part del fons està format per un extens recull de fotografies relacionades amb qualsevol tipus d'esport arreu de Catalunya durant els principis del segle xx. Aspectes tan variat com el motociclisme, l'espeleologia, l'hípica, el tennis, la boxa o tir al plat hi són presents. Malgrat l'especialització de l'autor, també hi ha una sèrie dedicada a l'aeronàutica, entre les quals hi destaca un meritori conjunt de fotografies aèries, i una altra sobre els Minyons de Muntanya. Els formats emprat per Có van ser variats, havent-hi els següents tipus de negatius de vidre de gelatina i plata: 150 de 18x24 cm, 250 de 13x18 cm, 1.477 de 10x12 cm, 300 de 9x12 cm, 2.000 de 6x13 cm estereoscòpics i 100 de 4,5x10,7 cm estereoscòpics.